# یواس‌آرسی دکستر (۱۸۷۴)
یواس‌آرسی دکستر (۱۸۷۴) (به انگلیسی: USRC Dexter (1874)) یک کشتی بود که طول آن ۱۴۳ فوت ۶ اینچ (۴۳٫۷۴ متر) بود.